# Église Sainte-Croix-des-Pelletiers
La salle Sainte-Croix-des-Pelletiers est une ancienne église, qui se trouve sur la rue du même nom, au nord de la place du Vieux-Marché, à Rouen. L'église fait l’objet d’une inscription au titre des monuments historiques depuis le 10 janvier 1928.

## Historique
Au Xe siècle, une chapelle dédiée à Notre-Dame est construite par les comtes de Clères. Son patronage est donné par le comte Alain en 1060 à l'abbaye Saint-Ouen.
Au XIIe siècle, elle se trouve intégrée dans l'enceinte de la ville. Une paroisse y est érigée à la fin du Moyen Âge, grâce aux pelletiers et marchands de fourrures qui occupaient le quartier. Son premier curé est Gilles de Brévedent de 1492 à 1500.
L'église est reconstruite : la nef au XVe siècle, le chœur au XVIe siècle. L'église est dédiée le 8 mai 1533 par Jean de Massonnaye, évêque d'Hippone. Elle est pillée par les Huguenots en 1562. Au cours du XVIIe siècle, des réaménagements ont lieu dans le chœur. 
En 1674, Adrien Martel de Fontaine (de la famille de Clères), abbé commendataire de Saint-Victor-l'Abbaye, y est inhumé.
Supprimée en 1791, elle est vendue le 14 novembre 1792. Le clocher est abattu en 1843. L'église a servi de magasin, d'entrepôt et de chai à vin. 
Achetée en 1941 par Jules Jacqueline, elle est restaurée par l'architecte Robert Flavigny.
En 1951, l'ancienne église devient la salle Sainte-Croix-des-Pelletiers, utilisée comme salle de concert et de conférence. Finalement, elle se trouve rachetée par la ville de Rouen. Elle fait l'objet en 2019 d'un appel à projets pour décider de son devenir.
En décembre 2022, des fouilles et sondages préparatoires à son futur aménagement sont en cours.

### Avenir
La ville de Rouen a dévoilé le 5 décembre 2019 le lauréat de son appel à projets lancé en mai 2019. Il s'agit du projet Bek'Miettes destiné à transformer l'église Sainte-Croix-des-Pelletiers en halle gourmande, et en lieux de coworking et de co-living. Quatre logements le jouxteront.  
Le 17 novembre 2023, les porteurs du projet Bek'Miettes informent la Ville de leur décision d'abandonner faute de financements bancaires.
Un nouvel appel à projets est lancé le 11 mars 2024. Trois dossiers sont déposés et deux projets à vocation culturelle sont retenus et seront départagés en novembre 2024, par un jury.

### Protection
L'église Sainte Croix des Pelletiers est inscrite aux Monuments historiques depuis un arrêté du 10 janvier 1928. Son portail d'entrée jouxte la Fontaine Sainte Croix des Pelletiers, aussi inscrite aux Monuments historiques, depuis un arrêté du 9 septembre 1943.